# التانسکی
التانسکی (به لاتین: Altanskiy) یک منطقهٔ مسکونی در جمهوری آذربایجان است که در شهرستان بیلقان واقع شده‌است.